# Žalm 24
Žalm 24 („Hospodinova je země se vším, co je na ní“) je biblický žalm. V překladech, které číslují podle Septuaginty, se jedná o 23. žalm. Žalm je nadepsán těmito slovy: „Davidův; žalm.“ Podle některých vykladačů toto nadepsání znamená, že žalm byl určen pro krále z Davidova rodu. Dodatek Septuaginty v nadpisku, který převzala i Vulgata a který zní: „pro první den po šabbátu“, poukazuje na užití žalmu při chrámové bohoslužbě, kde tento žalm zpívali Levité právě onoho dne. V židovské liturgii je žalm podle siduru i nadále součástí nedělní ranní modlitby. Spis Šimuš Tehilim („Užití Žalmů“), jehož autorem je zřejmě židovský učenec Chaj Ga'on (939–1038), uvádí, že recitace 24. žalmu je nápomocná při povodni.